# Alphitonia vieillardii
Alphitonia vieillardii là một loài thực vật có hoa trong họ Táo. Loài này được Lenorm. ex Braid mô tả khoa học đầu tiên năm 1925.